# Аарон Екгарт
Аарон Екгарт (англ. Aaron Edward Eckhart; нар. 12 березня 1968, Каліфорнія, США) — американський актор театру та кіно, відомий за ролями у фільмах «Темний лицар» (2008), «Ерін Брокович» (2000), «Падіння Олімпу» (2013) та «Падіння Лондона» (2016)

## Ранні роки
Народився 12 березня 1968 в Купертіно, штат Каліфорнія, у сім'ї Мері Марти Екгарт (до шлюбу Лоуренс), поетеси і дитячої письменниці, і Джеймса Конрада Екгарта, комп'ютерного експерта. Він є молодшим з трьох братів. Його рід має німецькі, англійські, шотландські та ірландські корені.
Підлітком майбутній актор жив з родиною спочатку в Англії, потім в Австралії.

## Кар'єра

### Початок

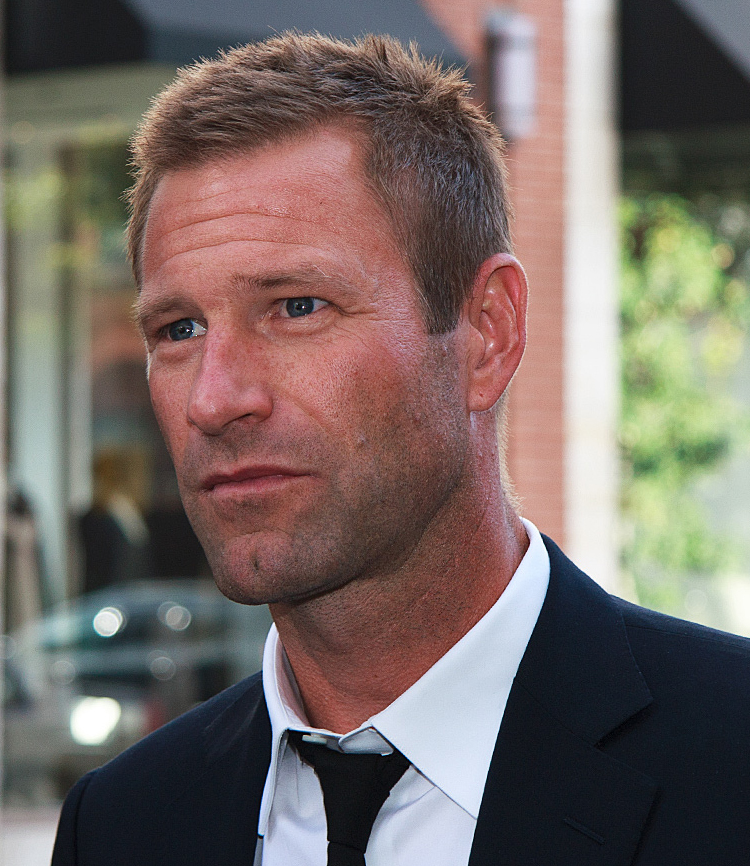
На кінофестивалі в Торонто, 2010 р.

Після закінчення Університету Бригама Янга, переїхав до Нью-Йорку, де працював на різних роботах, в тому числі барменом, водієм автобуса і будівельником. Його перші ролі на ТБ були в рекламних роликах.
У 1997 затверджений Нілом ЛаБютом на роль в екранізації п'єси ЛаБюта «У компанії чоловіків». Його гра принесла йому премію Independent Spirit Award в категорії Найкращий дебют.
Наступного року знявся в ще одній стрічці ЛаБюта «Твої друзі та сусіди» (1998). У 1999 році він знявся разом з Елізабет Шу в романтичній комедії-драмі «Моллі». Того ж року Екгарт зіграв футбольного тренера у фільмі Олівера Стоуна «Кожну неділю».
Ім'я вперше отримало широке розголошення в 2000 році, виконавши роль байкера Джорджа, в драмі Стівена Содерберга, «Ерін Брокович». Фільм був добре зустрінутий як глядачами, так і кінокритиками, і мав касовий успіх, заробивши більше $ 256 млн по всьому світу. Гра Аарона отримала схвальні відгуки критиків.

### Світове визнання
Наступною роботою став фільм «Дякую вам за паління», в якому він зіграв Ніка Нейлора, лобіста американської сигаретної компанії. Актор отримав номінацію на Золотий глобус за найкращу чоловічу роль в комедії або мюзиклі.
У 2008 році виконав роль персонажа коміксів, Гарві Дента, в другому фільмі трилогії Крістофера Нолана «Темний лицар». Ця роль стала однією з найвідоміших, найкращих та найприбутковіших ролей для актора. «Темний лицар» мав великий фінансовий успіх та позитивну критику, встановив на той час новий касовий рекорд першого вікенду для Північної Америки. З доходом в понад $1 млрд по всьому світу, він станом на 2008 рік став четвертим найкасовішим фільмом усіх часів.
У 2013 році зіграв президента США у фільмі «Падіння Олімпу», а у 2016 році у продовженні — «Падіння Лондону».

## Фільмографія

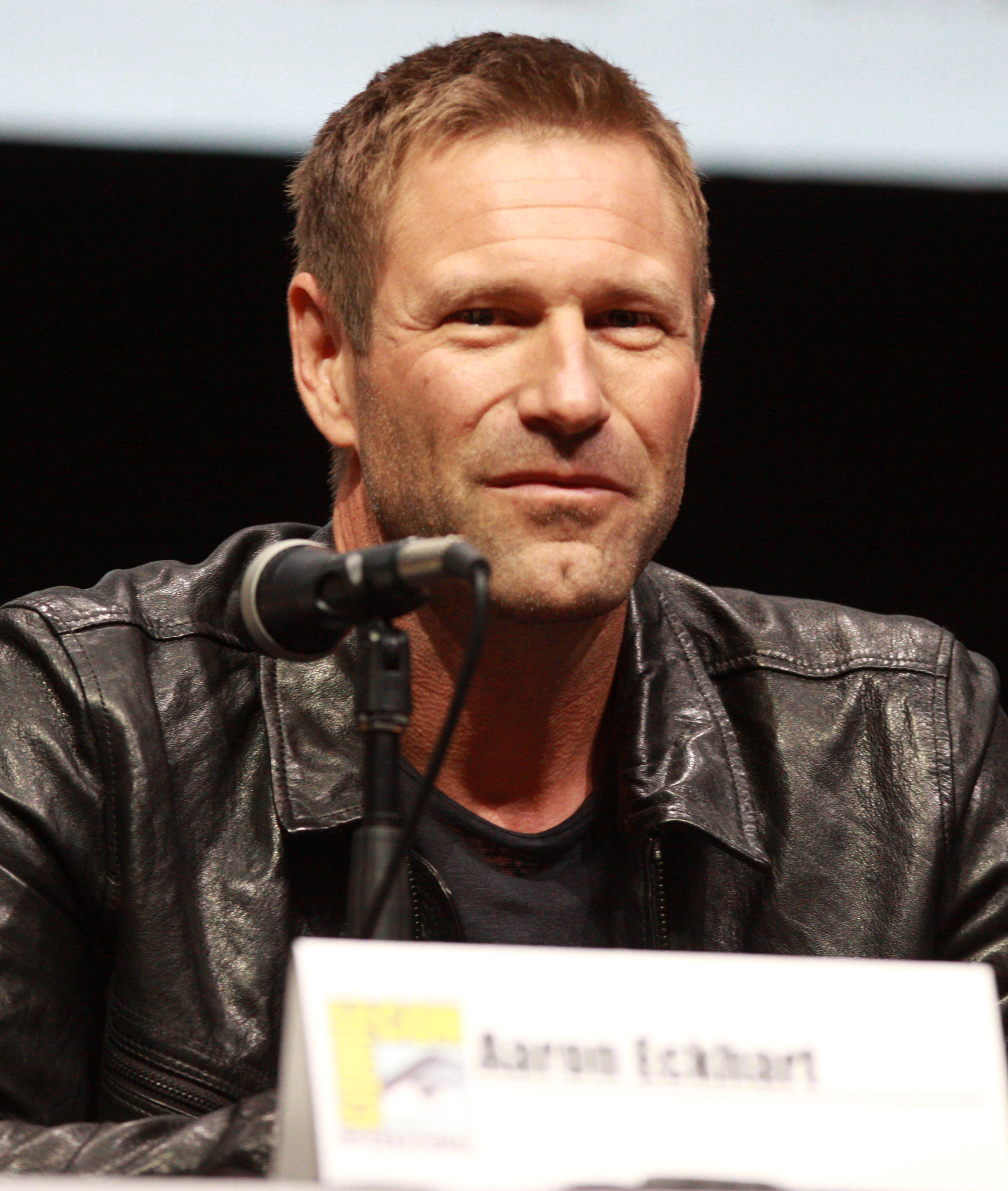
На Comic-Con, липень 2013 р.

| Рік  | Оригінальна назва              | Назва українською                        | Жанр                       | Роль                        | Режисер                         | Інші актори                            |
| ---- | ------------------------------ | ---------------------------------------- | -------------------------- | --------------------------- | ------------------------------- | -------------------------------------- |
| 1992 | Double Jeopardy                | Повторно не судять                       | детектив                   | Двейн                       | Лоренс Шиллер                   | Рейчел Ворд, Села Ворд                 |
| 1993 | Frasier                        | Фрейзер                                  | комедійний серіал          | Френк                       | Девід Лі, Келсі Греммер та інші |                                        |
| 1993 | Slaughter of the Innocents     | Побиття немовлят                         | жахи, трилер               | Кен Рейнольдс               | Джеймс Глікенгаус               |                                        |
| 1996 | Aliens in the Family           | Чужі в сім'ї                             | фантастика, комедія        |                             | Том Трбович                     |                                        |
| 1997 | In the Company of Men          | У компанії чоловіків                     | драма, комедія             | Чед                         | Ніл ЛаБют                       |                                        |
| 1998 | Your Friends & Neighbors       | Твої друзі та сусіди                     | комедія                    | Баррі                       | Ніл Лабют                       | Емі Бренеман                           |
| 1998 | Thursday                       | Четвер                                   | мелодрама                  | Нік                         | Скіп Вудс                       | Томас Джейн, Міккі Рурк                |
| 1999 | Molly                          | Моллі                                    | драма                      | Бак МакКей                  | Джон Дайган                     | Елізабет Шу                            |
| 1999 | Any Given Sunday               | Кожну неділю                             | драма                      | Нік Крозьє                  | Олівер Стоун                    | Аль Пачіно, Камерон Діас               |
| 1999 | Nurse Betty                    | Сестра Бетті                             | комедія, мелодрама         | Дел Сіземор                 | Ніл Лабют                       | Рене Зеллвегер                         |
| 2000 | Erin Brockovich                | Ерін Брокович                            | драма                      | Джордж                      | Стівен Содерберг                | Джулія Робертс                         |
| 2000 | Tumble                         | Падіння                                  | короткометражний           | Чоловік                     | Ніл Лабют                       |                                        |
| 2001 | The Pledge                     | Обіцянка                                 | драма                      | Стен Кролак                 | Шон Пенн                        | Джек Ніколсон                          |
| 2002 | Possession                     | Одержимість                              | драма                      | Роланд Мітчелл              | Ніл Лабют                       | Гвінет Пелтроу                         |
| 2003 | The Core                       | Земне ядро: Кидок у пекло                | фантастика                 | Джош Кійз                   | Джон Еміел                      |                                        |
| 2003 | The Missing                    | Останній рейд                            | вестерн, трилер            | Брейк Болдвін               | Рон Говард                      | Томмі Лі Джонс, Кейт Бланшетт          |
| 2003 | Paycheck                       | Час розплати                             | фантастика, бойовик        | Джеймс Ретрік               | Джон Ву                         | Бен Аффлек, Ума Турман                 |
| 2004 | Suspect Zero                   | Нульовий підозрюваний                    | трилер                     | Томас Макелвей              | Е. Еліас Мерідж                 | Бен Кінґслі                            |
| 2005 | Conversations with Other Women | Бесіди з іншими жінками                  | драма, комедія             | Чоловік                     | Ганс Каноза                     | Гелена Бонем Картер                    |
| 2005 | Thank You for Smoking          | Дякую вам за паління                     | комедія, драма             | Нік Нейлор                  | Джейсон Райтман                 | Кеті Холмс                             |
| 2005 | Neverwas                       | Невдаха                                  | фентезі, драма             | Зак Райлі                   | Джошуа Майкл Штерн              | Єн Маккеллен                           |
| 2006 | The Black Dahlia               | Чорна орхідея                            | трилер, детектив           | Лі Бланчард                 | Браян де Пальма                 | Джош Гартнетт, Скарлетт Йоганссон      |
| 2006 | The Wicker Man                 | Плетена людина                           | жахи, трилер               |                             | Ніл Лабют                       | Ніколас Кейдж                          |
| 2007 | Towelhead                      | Як на долоні                             | драма                      | Тревіс                      | Алан Бол                        |                                        |
| 2007 | Meet Bill                      | Привіт, Білле                            | комедія, драма             | Білл                        | Берні Голдман, Меліса Воллек    | Джессіка Альба                         |
| 2007 | No Reservations                | Смак життя                               | комедія, мелодрама         | Нік                         | Скотт Гікс                      | Кетрін Зета-Джонс                      |
| 2008 | The Dark Knight                | Темний лицар                             | бойовик, фантастика, драма | Гарві Дент / Дволикий       | Крістофер Нолан                 | Гіт Леджер, Крістіан Бейл, Ґері Олдмен |
| 2009 | Love Happens                   | Кохання трапляється                      | драма, мелодрама           | Берк Раян                   | Брендон Кемп                    | Дженніфер Еністон                      |
| 2010 | Rabbit Hole                    | Кроляча нора                             | драма                      | Гоуї Корбетт                | Джон Камерон Мітчелл            | Ніколь Кідман                          |
| 2011 | Battle: Los Angeles            | Глобальне вторгнення: Битва Лос-Анджелес | бойовик, фантастика        | Сержант Нантс               | Джонатан Лібесман               |                                        |
| 2011 | The Rum Diary                  | Ромовий щоденник                         | комедія, драма             | Гел Сандерсон               | Брюс Робінсон                   | Джонні Депп                            |
| 2011 | Erased                         |                                          | бойовик, трилер            | Бен Логан                   | Філіпп Штельцль                 |                                        |
| 2013 | Olympus Has Fallen             | Падіння Олімпу                           | бойовик, трилер            | Бенджамін Ашер              | Антуан Фукуа                    | Джерард Батлер                         |
| 2014 | I, Frankenstein                | Я, Франкенштейн                          | фентезі                    | Адам Франкенштейн           | Стюарт Бітті                    | Білл Наї                               |
| 2016 | London Has Fallen              | Падіння Лондона                          | гостросюжетний бойовик     | Бенджамін Ашер              | Стюарт Бітті                    | Джерард Батлер                         |
| 2016 | Sully                          | Саллі                                    | біографічна драма          | Джефф Скайлз                | Клінт Іствуд                    | Том Генкс                              |
| 2016 | Bleed for This                 | За кров до перемоги                      | біографічний               | Кевін Руні                  | Бен Янгер                       | Майлз Теллер                           |
| 2016 | Incarnate                      |                                          | фільм жахів                | Сет Ембер                   | Бред Пейтон                     | Каріс ван Гаутен                       |
| 2019 | Midway                         | Мідвей                                   | історичний, воєнний        | підполковник Джеймс Дуліттл | Роланд Еммеріх                  | Ед Скрейн                              |
| 2020 | Wander                         | Вандер                                   | детектив                   | Артур Бретнік               | Апріл Мюллен                    | Томмі Лі Джонс                         |
| 2024 | Classified                     | Засекречено                              | бойовик, трилер            | Еван Шоу                    | Роел Рейн                       |                                        |